# Пелін Есмер
Пелі́н Есме́р (тур. Pelin Esmer; нар. 3 травня 1972, Стамбул, Туреччина) — турецька кінорежисерка, сценаристка та кінопродюсерка.

## Кар'єра
Пелін Есмер вивчала соціологію на факультеті соціальних наук Босфорського університету в Стамбулі. Свій перший короткометражний документальний фільм «Колекціонер» (тур. Koleksiyoncu) вона зняла про свого дядька Мітхата Есмера, який також є головним героєм її першого повнометражного ігрового фільму «10 до 11» (2009). Її робота 2005 року, «Гра» (тур. Oyun), була знята в Арсланкьой і документує зусилля групи селянок, які ставлять п'єсу, засновану на їхньому житті. Її фільм 2012 року, «Вартова вежа» (тур. Gözetleme Kulesi), здобув п'ять нагород, включаючи «Найкращий режисер» на кінофестивалі «Золотий кокон» в Адані.

## Фільмографія
- 2002 — «Колекціонер» (тур. Koleksiyoncu; документальний)
- 2005 — «Гра» (тур. Oyun; документальний)[5]
- 2009 — «10 до 11» (тур. 10'a Kala)[8]
- 2012 — «Вартова вежа» (тур. Gözetleme Kulesi)[9]
- 2017 — «Щось корисне» (тур. İşe Yarar Bir Şey)
- 2019 — «Королева Лір» (тур. Kraliçe Lear)
- 2025 — «А решта піде слідом» (тур. Ve Geri Kalanlar)

## Нагороди
- Премія Їлмаза Гюнея на кінофестивалі «Золотий кокон» в Адані 2006 року (за фільм «Гра»)
- Найкращий фільм Чорноморського регіону 2006 року (за фільм «Гра»)
- Найкращий фільм та найкращий сценарій на кінофестивалі «Золотий кокон» в Адані 2009 року (за фільм «10 до 11»)
- Найкращий молодий режисер Близькосхідного регіону на Близькосхідному кінофестивалі в Абу-Дабі у 2009 році (за фільм «10 до 11»)